# Enaretta paulinoi
Enaretta paulinoi är en skalbaggsart som först beskrevs av Max Quedenfeldt 1855.  Enaretta paulinoi ingår i släktet Enaretta och familjen långhorningar.
Artens utbredningsområde är:
- Angola.
- Botswana.
- Kenya.
- Zimbabwe.

Inga underarter finns listade i Catalogue of Life.